# Jümme

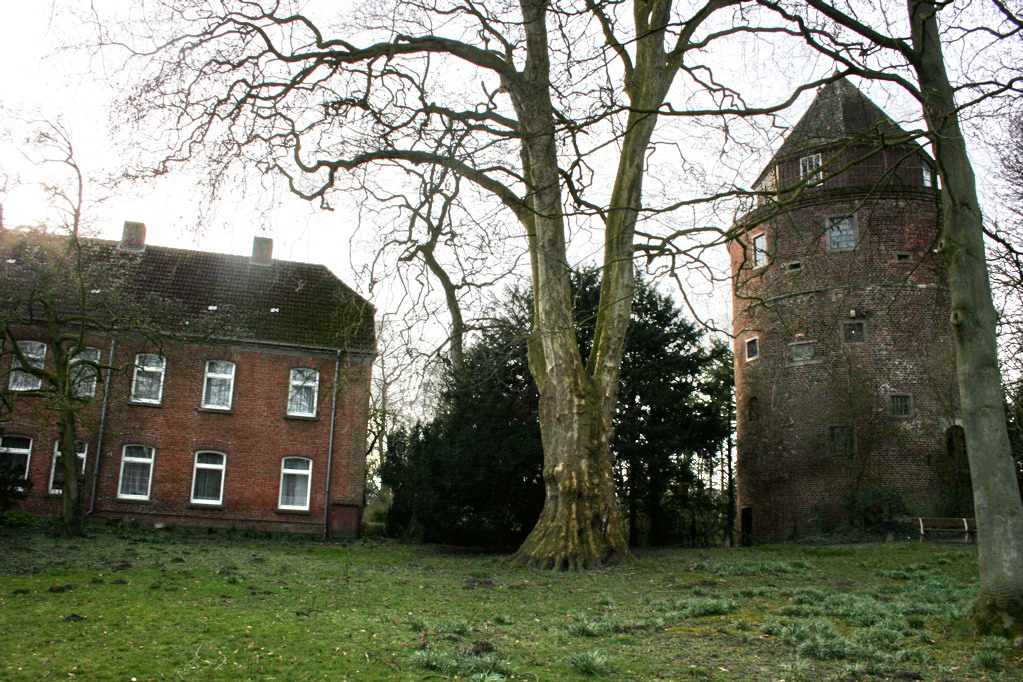
Borgen i Stickhausen

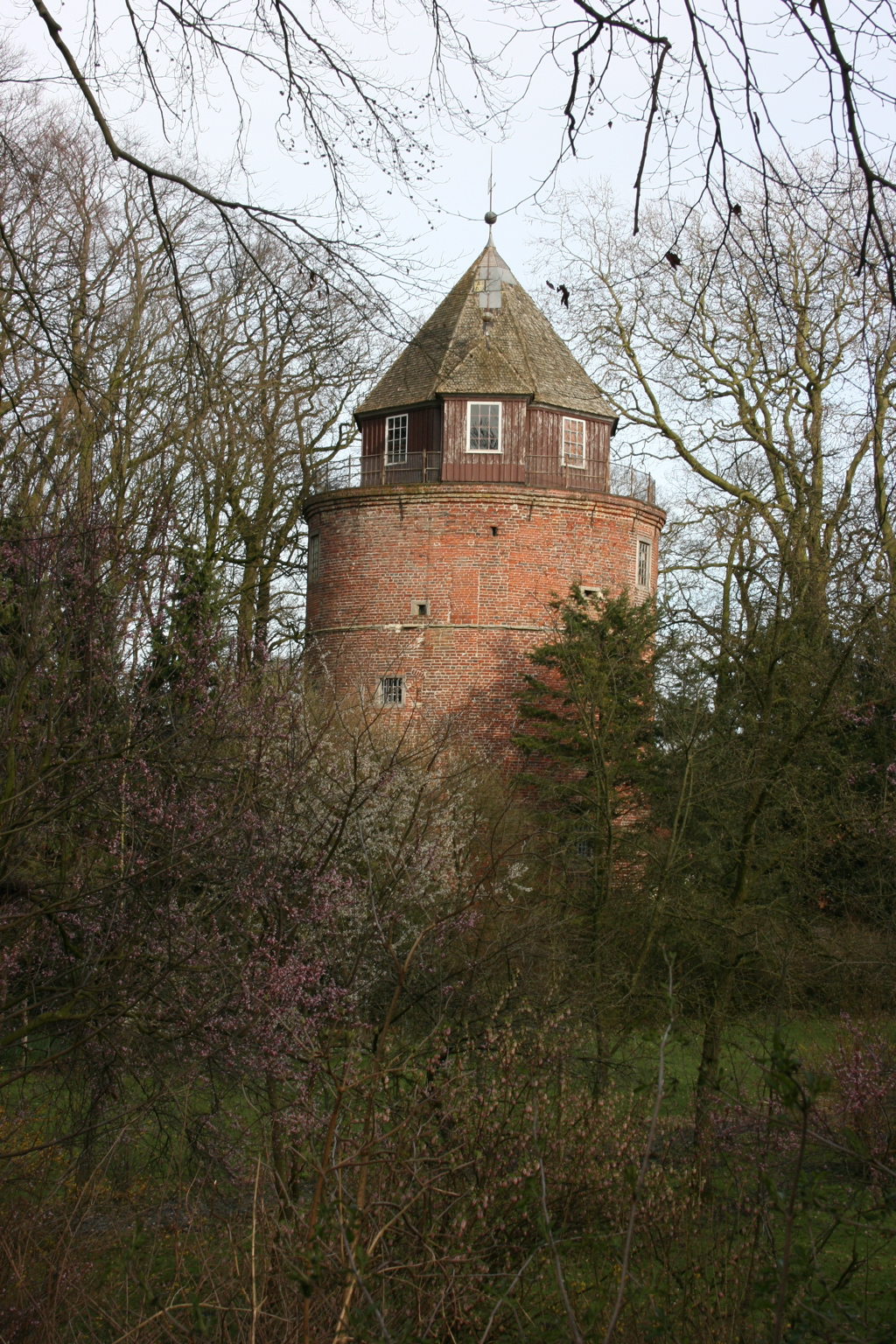
Rundtornet på borgen i Stickhausen

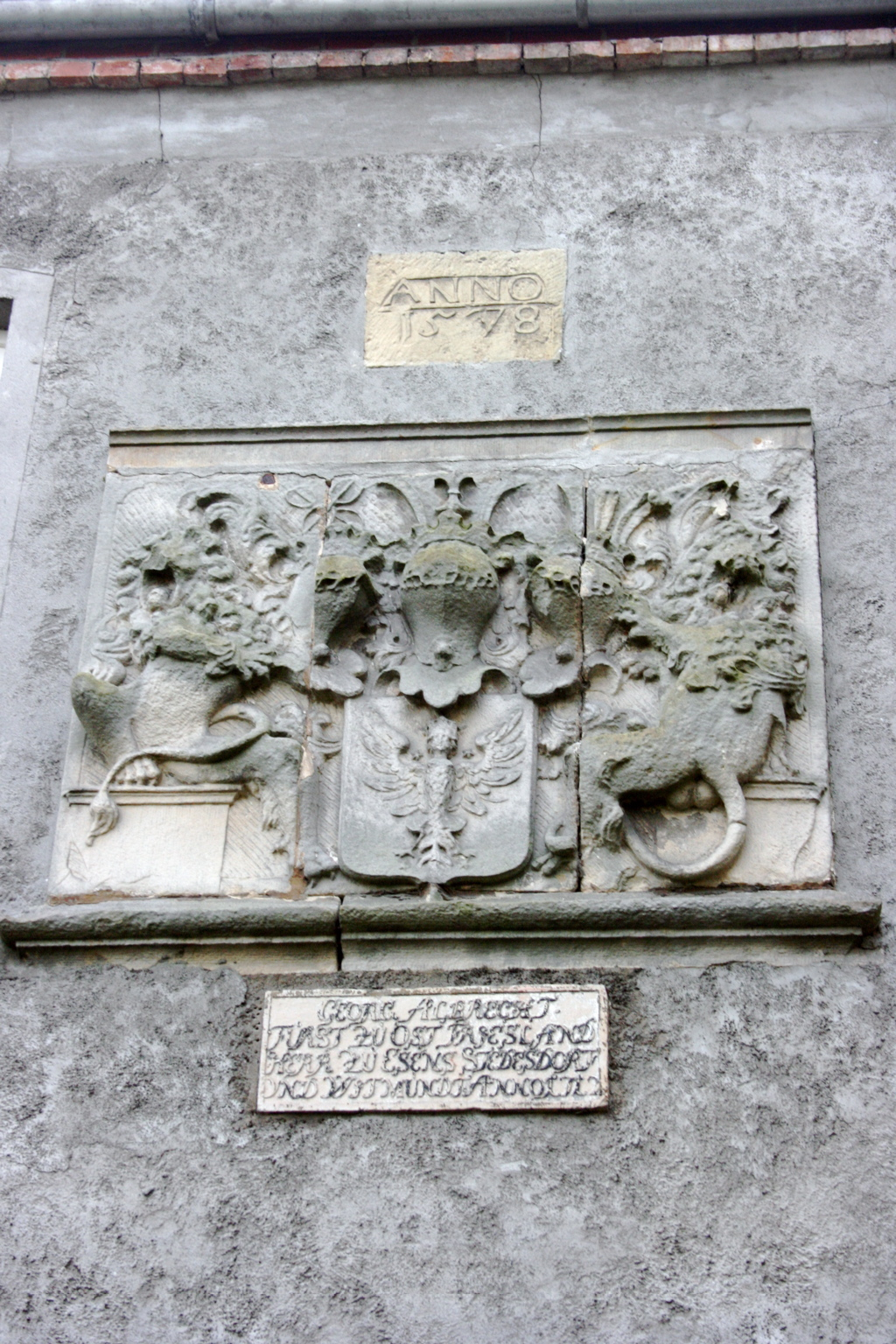
Del av Stickhausens borg

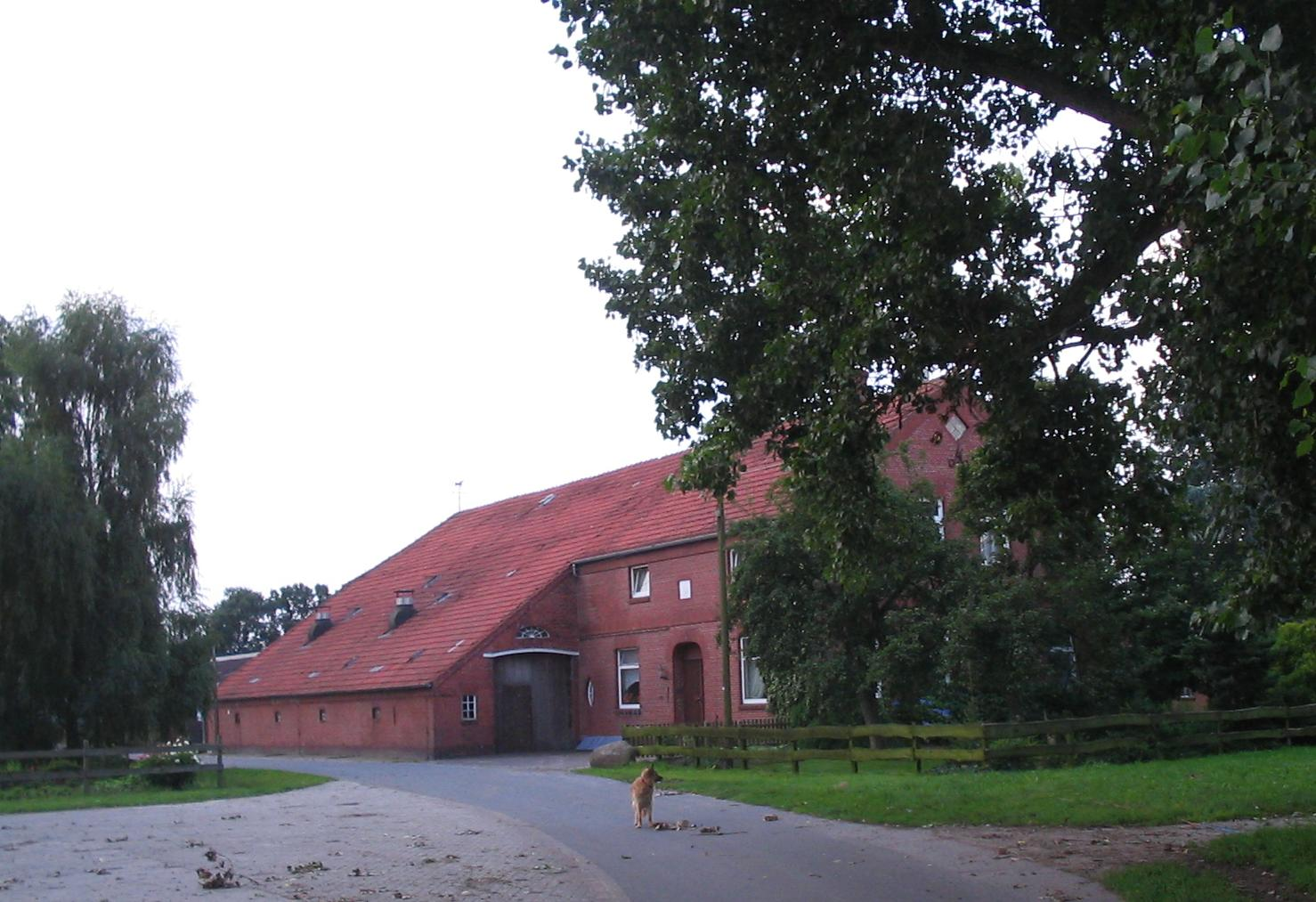
Bondgårdarna i Ostfriesland har ofta kombinerade bostadshus och ladugårdar

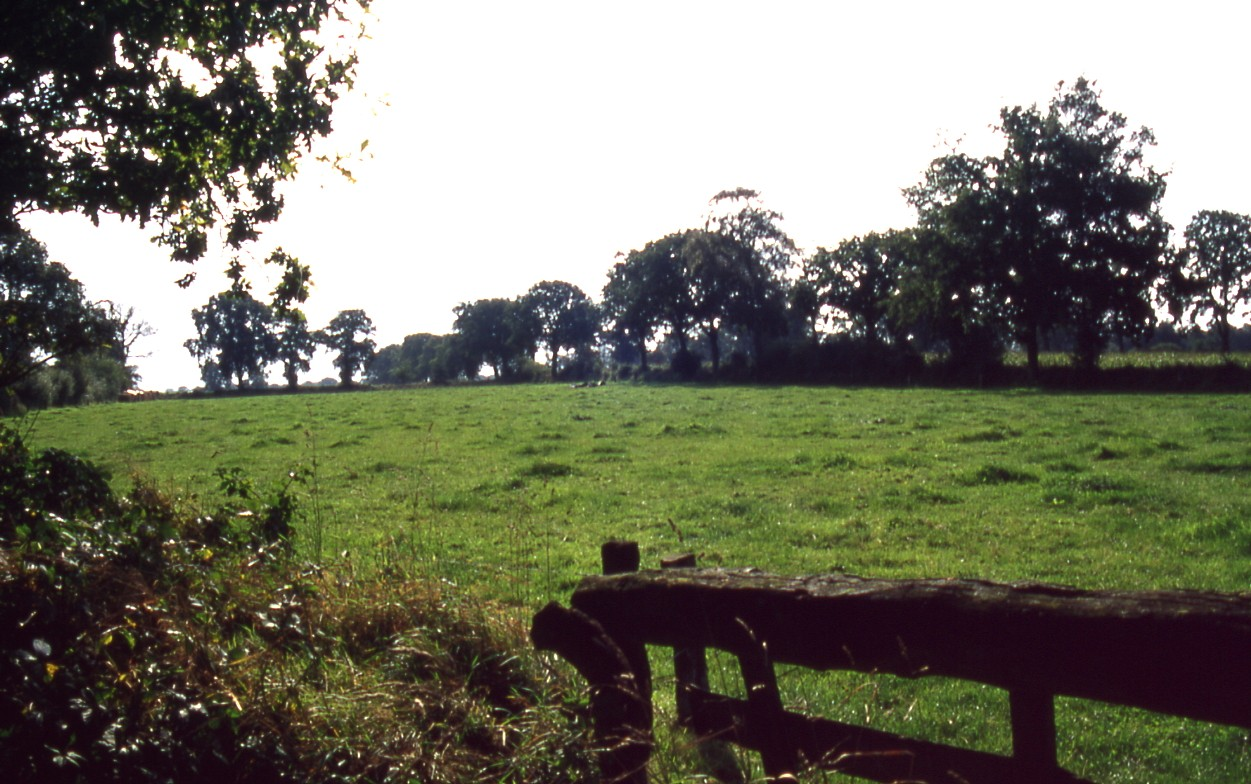
De för Ostfriesland typiska vallhäckarna

Jümme är en kommungemenskap i distriktet Leer i den tyska delstaten Niedersachsen. Jümme ligger i det historiska landskapet Ostfriesland och består av tre kommuner med sammanlagt 6.400 invånare. Kommungemenskapen har fått sitt namn av floden Jümme som rinner genom de tre kommunerna. Kommungemenskapen bildades 1973 i samband med Niedersachsens kommunreform. 

## Geografi
Jümme ligger på det nordtyska låglandet i sydvästra Ostfriesland, mellan Nederländerna och Nordsjön. Området präglas av jordbrukslandskapet och de båda floderna Jümme och Leda. Området kallas lokalt för tvåflodslandet. 

## Historia
Området vid floderna Jümme och Leda har varit befolkat länge. Liksom många andra delar av Ostfriesland har närheten till Nordsjön spelat en stor roll för historien. Sedan medeltiden har floderna Jümme och Leda försetts med skyddsvallar för att skydda från översvämningar i samband med stormfloder. Särskilt på vintrarna drabbades området av översvämningar. Först in på 1900-talet har översvämningar kunnat undvikas genom anläggande av kanaler, avvattningsdiken och vallar. Sedan 1950-talet finns pumpar som ständigt pumpar ut vatten från det låglänta området. Sedan 1954 finns ett skydd mot översvämningar i floden Leda. 
I området finns ett flertal gamla byar, bland annat Amdorf i Detern. Nortmoor omnämns första gången 1411. St-Paulus-kyrkan i Filsum är från 1250.
I Detern ligger borgen Stickhausen. Borgen är belägen direkt vid floden Leda som tillsammans med Jümme tidigare var en viktig öst-västlig handelsled. Till skillnad från Ostfrieslands andra borgar var Stickhausen aldrig någon hövdingaborg. Den byggdes ursprungligen omkring år 1345 av hansestaden Hamburg i syfte att skydda stadens handelsvägar mot väster. Efter strider mot 1400-talet lämnades borgen år 1453 i pant till greve Ulrich I av Ostfriesland som byggde ut borgen som gränsskydd mot Oldenburg. Borgen förstördes och byggdes upp på nytt ett flertal gånger. Greve Edzard I av Ostfriesland lät år 1498 bygga det rundtorn som fortfarande finns bevarat. Under sachsiska fejden ockuperades borgen tre år av styrkor från Sachsen. Under trettioåriga kriget var borgen föremål för flera strider och åren 1622-1624 behärskades den av Mansfelds styrkor. Därefter återtogs borgen av den ostfriesiske greven, innan den 1637-1640 åter kom under främmande makt (Hessen). Efter att Preussen 1744 övertog makten i Ostfriesland förlorade borgen sin militära betydelse. På befäl av Fredrik den store förstördes delar av borgen. Delar av borgen fortsatte att användas som bland annat fängelse. Under andra världskriget skadades delar av borgens rester. I dag är borgen säte för ett museum.

## Kommuner i Jümme
- Detern (2.700 invånare 2007)
- Filsum, huvudort (2.100 invånare)
- Nortmoor (1.700 invånare)

## Näringsliv
Näringslivet i Jümme präglas i hög grad av jordbruket. Motorvägen A28 går genom Filsum. 